# Rekkit Rabbit
Rekkit Rabbit (Rekkit) è una serie televisiva animata franco-statunitense prodotta da Marathon Media e Disney XD e creata da Vincent Chalvon-Demersay e David Michel. La serie animata è andata in onda in Francia dal 16 marzo 2011 e in Italia su Disney XD e K2.

## Trama
Jay Shmufting è un dodicenne che vive nella città di Muddlety Falls, insieme alla madre Henrietta e al suo patrigno Lorne, marito di quest'ultima. La serie inizia quando Jay acquista un cappello magico su Internet, una volta appartenuto al grande mago Yoshimi, e diserta una giornata con i genitori per esercitarsi con la magia. Cercando di capire come funziona il tutto, legge inavvertitamente una formula scritta sulla bacchetta ("La magia avrai se il coniglio svitarello sveglierai") e si ritrova così in casa un gigantesco coniglio bianco di nome Rekkit, dotato di poteri magici e in fuga proprio da Yoshimi, che lo aveva praticamente reso suo schiavo. I due diventano immediatamente amici e finiscono con l'essere coinvolti in una serie di strampalate avventure.

## Personaggi
- Rekkit: è un gigantesco coniglio bianco magico che proviene dal pianeta Chakabrak, scappato da Yoshimi, un mago che lo aveva reso suo schiavo. Appare in camera di Jay quando con il suo cappello quest'ultimo lo evoca con una formula magica. In tutti gli episodi Rekkit cerca di risolvere i problemi di Jay usando i suoi poteri ma essendo piuttosto maldestro finisce con il peggiorare la situazione. Gli anelli che indossa servono a limitare i suoi poteri e se gli vengono tolti non riesce a controllarli.
- Jay Shmufting: è un ragazzo di 12 anni che per caso evoca Rekkit. I due diventano subito amici. Inoltre è innamorato di Sarah, una sua compagna di classe.
- Blagitte: è la ex fidanzata di Rekkit, indossa una collana con le perle azzurre e viola e un cuore sul petto, è simpatica, dolce, tenera e molto gentile, adora anche ballare. Era molto disperata perché Rekkit in passato ha dovuto lasciarla quando lui si arruolò nell'esercito per una guerra però qualche episodio dopo torneranno insieme. Nell'episodio "Rekkit di troppo" si scopre che lei si era innamorata di Rekkit perché lui aveva mangiato la rapa del fascino che in tale episodio l'aveva fatta mangiare a Jay.
- Henrietta Shmufting e Lorne Shmufting: sono rispettivamente la madre e il patrigno di Jay. I due possiedono un gruppo musicale, le cui canzoni non vengono ascoltate da nessuno. Talvolta compongono dei Jingles pubblicitari, spesso senza successo, venendo poi aiutati da Rekkit grazie ai suoi poteri magici.
- Sarah Kingsbury: è la compagna di classe di Jay. È bionda ed è innamorata di quest'ultimo, che ricambia i suoi sentimenti. Porta sempre una maglia rosa e un paio di jeans.
- Wally: un amico di Jay. È smilzo e porta un apparecchio ortodontico.
- Bean: altro amico di Jay. Basso e robusto, è goloso di formaggi.
- Bill: un compagno di classe molto invidiato da Jay poiché attratto e ricambiato da Sarah.
- Tabitha e Marisol: due sorelle gemelle vicine di casa di Jay. Ricche e viziate, desiderano giocare con Rekkit.
- Professor Wigsly: un professore dai capelli rossi che insegna nella scuola frequentata da Jay. È una specie di psicopatico, cerca in tutti i modi di trovare qualsiasi cosa di soprannaturale, tra cui lo stesso Rekkit, e usarlo come mezzo per diventare il più famoso scienziato di tutti i tempi.
- Boo Ya: un coniglio magico. È identico a Rekkit se non fosse per la pelliccia blu chiaro. È esperto in magia ma usa i suoi poteri soprattutto per scopi di fama. Lui e Rekkit non vanno molto d'accordo a causa del carattere opposto.
- Yoshimi: uno stregone malvagio nonché mentore di Rekkit, il quale era trattato come uno schiavo. È rappresentato come un'ombra nera con una lunga barba e un cappello a cilindro.
- Il sindaco: è il primo cittadino della città di Jay. È molto pomposo e tende a comportarsi come fosse un re.
- Sam: un vecchio marinaio che come mestiere fa il gelataio. Ha una forte infatuazione per Greta, la nonna di Jay.
- Greta: la nonna di Jay e madre di Henrietta. È una nobildonna dai comportamenti aristocratici che pretende sempre che suo nipote e Rekkit, come chiunque si presenti a lei, vestano elegante quando sono in casa sua. Nella serie possiede due cani, uno dei quali d'età inoltrata compare nei primi episodi e una cagnolina di pura razza di nome Nevil la quale invece compare in episodi successivi. È segretamente corteggiata dal marinaio Sam, che però respinge sempre a causa del suo atteggiamento scorbutico.

## Doppiaggio
| Personaggio        | Doppiatore francese | Doppiatore italiano                                                              |
| ------------------ | ------------------- | -------------------------------------------------------------------------------- |
| Rekkit             |                     | Davide Lepore Luigi Rosa (una battuta ep.1×52) Ernesto Brancucci (canto ep.2×02) |
| Jay Shmufton       |                     | Alex Polidori                                                                    |
| Henrietta Shmufton |                     | Ilaria Latini                                                                    |
| Lorne Shmufton     |                     | Simone Mori                                                                      |
| Sarah Kingsbury    |                     | Erica Necci                                                                      |
| Marisol            |                     | Micaela Incitti                                                                  |
| Evita              |                     | Monica Volpe                                                                     |
| Professor Wigsly   |                     | Ambrogio Colombo                                                                 |
| Marinaio Sam       |                     | Massimo Corvo                                                                    |
| Patato             |                     | Eugenio Marinelli                                                                |

## Episodi
| Stagione         | Episodi | Prima TV originale | Prima TV Italia |
| ---------------- | ------- | ------------------ | --------------- |
| Prima stagione   | 52      | 2011               | 2012            |
| Seconda stagione | 52      | 2012               | 2013            |